# Józef Borecki
Józef Borecki (ur. 17 maja 1913 w Międzygórzu w województwie tarnopolskim, zm. 1986 w Sokołowie Podlaskim) – polski urzędnik państwowy, poseł na Sejm PRL II kadencji (1957–1961)

## Życiorys
W dwudziestoleciu międzywojennym ukończył gimnazjum oraz studiował prawo (zaocznie). Był zatrudniony w krakowskim samorządzie. W 1939 walczył w wojnie obronnej Polski, w czasie okupacji niemieckiej pracował jako księgowy w zarządzie folwarków. Po zakończeniu wojny zatrudniony w administracji lokalnej, m.in. w charakterze sekretarza gminy (w Jabłonnie Lasockiej), inspektora samorządu gminnego (w Sokołowie Podlaskim), kierownika Wydziału Organizacyjnego Prezydium Powiatowej Rady Narodowej w Sokołowie oraz przewodniczącego lokalnej Powiatowej Komisji Planowania Gospodarczego (przy PRN) i wiceprzewodniczącego Prezydium PRN.
W 1957 objął mandat posła na Sejm w okręgu Siedlce. Zasiadał w Komisjach Budownictwa i Gospodarki Komunalnej oraz Spraw Wewnętrznych. Pełnił obowiązki sekretarza Sejmu.
Odznaczony Złotym i Srebrnym Krzyżem Zasługi.